# Aplausos (revista)
Aplausos es una revista española de contenidos especializados que aporta información y reportajes relacionados con la tauromaquia, tanto de España como de otros lugares del mundo donde existe tradición taurina. El semanario, fundado en 1976 por Salvador Pascual, está considerado como "decano de la prensa taurina especializada actual" y como uno de los referentes informativos en este tema junto a 6 TOROS 6 y Cuadernos de Tauromaquia.
En 2004, la revista fue adquirida por un grupo editorial valenciano y la dirección pasó a cargo del periodista José Luis Benlloch, crítico taurino y director de contenidos sobre tauromaquia en  Radiotelevisión Valenciana.

## Historia de la revista
La revista Aplausos fue iniciativa editorial del arquitecto valenciano Salvador Pascual que tras la desaparición de El Ruedo inició su andadura en el mundo editorial con una publicación semanal de carácter deportivo y taurino, y que estuvo dirigida por Pepe Mengual, responsable de la sección de espectáculos del diario Jornada y redactor de Levante-EMV.
Desde su creación la revista solo ha dejado de publicarse en papel en dos ocasiones. La primera de ellas fue en el invierno de 1977 y la segunda ha sido durante la declaración del estado de alarma con motivo del Covid-19. El director del semanario declaró en una entrevista que existe la "voluntad inequívoca de que la retirada del papel sea coyuntural".

### Crónicas
Las crónicas taurinas, como género literario que recoge la información objetiva y la opinión del autor, es una de las secciones principales de Aplausos donde se explica el desarrollo de aquellos festejos de actualidad celebrados en los países donde hay actividad taurina. Como parte de este contenido se incluyen fotografías y una ficha técnica donde se dan los detalles o claves del festejo: aforo, diestros, resultado artístico y comportamiento de los toros en el ruedo.

### Reportajes
Dentro de los números de la revista Aplausos se incluyen semanalmente reportajes periodísticos donde se abordan distintos temas relacionados con la tauromaquia. Entre los temas que habitualmente aparecen figuran toreros, plazas de toros o ganaderías aunque también cuestiones históricas y elementos destacados o efemérides. Este tipo de contenidos incrementa, normalmente, durante los meses de invierno cuando la actividad taurina en España, Portugal y Francia disminuye y, con ello, lo hace también el espacio dedicado a crónicas taurinas.
Entre los reportajes de invierno destaca también la sección de las estadísticas que, como suplemento extraordinario, se incluyen los datos de los festejos taurinos de cada año. Históricamente, en esta sección, además de los festejos celebrados desde 1901, se incluían los espectáculos taurinos televisados y los canales de televisión encargados de llevar a cabo la retransmisión.

### Entrevistas
Junto con el resto de los contenidos, la revista cuenta con una sección de entrevistas donde se da voz a los protagonistas del mundo taurino como toreros, ganaderos, empresarios, banderilleros y otro miembros del sector. Asimismo, se han incluido algunas entrevistas con carácter histórico como la que se publicó el 22 de mayo de 1989, en el número 608, donde intervino como aficionado el infante Juan de Borbón, conde de Barcelona y padre del rey Juan Carlos I.

### Opinión
La revista ha contado desde su inicio con distintas secciones de opinión que han estado alimentadas por firmas diferentes. Entre las más destacadas están las que protagonizaron el malogrado Vicente Zabala, Manolo Molés o Fernando Fernández Román. Inicialmente, y con la sección Valencia taurina, participó el propio fundador Salvador Pascual como también otros como Antonio Santainés, Filiberto Mira, Perfecto Guardiola, Carlos Crivell, Ignacio Álvarez Barquerito o José Luis Carabias, director de Clarín, programa taurino de Radio Nacional de España. Asimismo, el fotógrafo Enrique Moratalla fue el encargado, hasta su muerte en 2018, de aportar ilustraciones y apuntes además de dirigir una sección personal dentro de la revista.

### Números especiales
A lo largo de la historia de Aplausos se han emitido distintos números especiales, dedicados a conmemorar determinadas efemérides. Lo más destacados son los que se editaron con motivo del número 1000 de la revista o el del veinticinco aniversario de la publicación, en 2001. También tuvo un diseño especial el ejemplar 1935 (3 de noviembre de 2014), dedicado al torero alicantino José María Dols Abellán, y que fue titulado "Manzanares, adiós torero".
El más reciente es Aplausos, 40º aniversario (1976-2016), donde participan distintos toreros como Curro Vázquez, El Niño de la Capea, El Juli, Enrique Ponce o Manzanares además de ganaderos como Victorino Martín o Eduardo Miura haciendo un recordatorio de la evolución de la tauromaquia en las cuatro décadas en la que ha estado presente este semanario. La portada, además, fue ilustrada con un dibujo del pintor colombiano Fernando Botero.